# Ychoux
Ychoux là một xã, thuộc tỉnh Landes trong vùng Nouvelle-Aquitaine. Xã này có diện tích 111,28 km², dân số năm 2006 là 1678 người. Xã này nằm ở khu vực có độ cao trung bình 55 mét trên mực nước biển.

## Biến động dân số
| 1962                                         | 1968  | 1975  | 1982  | 1990  | 1999  | 2006  |
| -------------------------------------------- | ----- | ----- | ----- | ----- | ----- | ----- |
| 1 005                                        | 1 072 | 1 349 | 1 514 | 1 586 | 1 485 | 1 678 |
| Số liệu từ năm 1962, dân số không tính trùng |       |       |       |       |       |       |